# Меттью Ебден
Меттью Ебден (англ. Matthew Ebden) — австралійський тенісист,  що спеціалізується на парній грі, олімпійський чемпіон, дворазовий переможець турнірів Великого шолома в парному розряді, чемпіон Австралії в міксті, колишня перша ракетка світу в парній грі.

## Значні фінали

### Фінали турнірів Великого шолома

#### Парний розряд: 4 (2 титули)
| Результат | Рік  | Турнір          | Поверхня | Партнер       | Супротивники                    | Рахунок                                 |
| --------- | ---- | --------------- | -------- | ------------- | ------------------------------- | --------------------------------------- |
| Поразка   | 2022 | Australian Open | Хард     | Макс Перселл  | Танасі Коккінакіс Нік Кирйос    | 5–7, 4–6                                |
| Перемога  | 2022 | Wimbledon       | Трава    | Макс Перселл  | Нікола Мектич Мате Павич        | 7–6(7–5), 6–7(3–7), 4–6, 6–4, 7–6(10–2) |
| Поразка   | 2023 | US Open         | Хард     | Роган Бопанна | Раджив Рам Джо Салісбері        | 6–2, 3–6, 4–6                           |
| Перемога  | 2024 | Australian Open | Хард     | Роган Бопанна | Сімоне Болеллі Андреа Вавассорі | 7–6(7–0), 7–5                           |

#### Мікст: 3 (1 титул)
| Результат | Рік  | Турнір          | Поверхня | Партнер          | Супротивники                     | Рахунок  |
| --------- | ---- | --------------- | -------- | ---------------- | -------------------------------- | -------- |
| Перемога  | 2013 | Australian Open | Хард     | Ярміла Гайдошова | Луція Градецька Франтішек Чермак | 6–3, 7–5 |
| Поразка   | 2021 | Australian Open | Хард     | Саманта Стосур   | Барбора Крейчикова Раджив Рам    | 1–6, 4–6 |
| Поразка   | 2022 | Wimbledon       | Трава    | Саманта Стосур   | Дезіре Кравчик Ніл Скупскі       | 4–6, 3–6 |

### Фінали Олімпіад

#### Парний розряд: 1 золота медаль
| Результат | Рік  | Турнір                 | Поверхня | Партнер   | Супротивники             | Рахунок                    |
| --------- | ---- | ---------------------- | -------- | --------- | ------------------------ | -------------------------- |
| Золото    | 2024 | Літні Олімпійські ігри | Грунт    | Джон Пірс | Остін Крайчек Раджив Рам | 6–7(6–8), 7–6(7–1), [10–8] |

### Фінали турнірів Мастерс 1000

#### Пари: 5 (2 титули)
| Outcome  | Рік  | Турнір               | Поверхня | Партнер       | Супротивники                          | Score                 |
| -------- | ---- | -------------------- | -------- | ------------- | ------------------------------------- | --------------------- |
| Перемога | 2023 | Indian Wells Masters | Хард     | Роган Бопанна | Веслі Колгоф Ніл Скупскі              | 6–3, 2–6, [10–8]      |
| Поразка  | 2023 | Madrid Open          | Ґрунт    | Роган Бопанна | Андрій Рубльов Karen Khachonov        | 3–6, 6–3, [3–10]      |
| Поразка  | 2023 | Shanghai Masters     | Хард     | Роган Бопанна | Марсель Гранольєрс Орасіо Себальйос   | 7–5, 2–6, [7–10]      |
| Поразка  | 2023 | Paris Masters        | Хард (i) | Роган Бопанна | Сантьяго Гонсалес Едуар Роже-Васселен | 2–6, 7–5, [7–10]      |
| Перемога | 2024 | Miami Open           | Хард     | Роган Бопанна | Іван Додіг Остін Крайчек              | 6–7(3–7), 6–3, [10–6] |

## Фінали турнірів ATP

### Одиночний розряд: 1 (1 поразка)
| Легенда                       |
| ----------------------------- |
| Турніри Великого шолома (0–0) |
| ATP World Tour Фінали (0–0)   |
| Тур ATP Мастерс 1000 (0–0)    |
| Тур ATP 500 (0–0)             |
| Тур ATP 250 (0–1)             |

| Фінали за покриттям |
| ------------------- |
| Тверде (0–0)        |
| Ґрунт (0–0)         |
| Трава (0–1)         |

| Фінали за типом корту |
| --------------------- |
| Відкритий корт (0–1)  |
| Закритий корт (0–0)   |

| Результат | В-П | Дата     | Турнір                 | Категорія  | Покриття | Опонент    | Рахунок       |
| --------- | --- | -------- | ---------------------- | ---------- | -------- | ---------- | ------------- |
| Поразка   | 0–1 | Лип 2017 | Hall of Fame Open, США | 250 Series | Трава    | Джон Ізнер | 3–6, 6–7(4–7) |

### Парний розряд: 26 (13 титулів, 13 поразок)
| Легенда                       |
| ----------------------------- |
| Турніри Великого шолома (2–2) |
| ATP World Tour Фінали (0–0)   |
| Тур ATP Мастерс 1000 (2–3)    |
| Summer Olympics (1–0)         |
| Тур ATP 500 (1–1)             |
| Тур ATP 250 (7–7)             |

| Фінали за покриттям |
| ------------------- |
| Тверде (7–9)        |
| Ґрунт (3–2)         |
| Трава (3–2)         |

| Фінали за типом корту  |
| ---------------------- |
| Відкритий корт (13–10) |
| Закритий корт (0–3)    |

| Результат | В-П   | Дата     | Турнір                                            | Категорія    | Покриття   | Партнер              | Опоненти                                | Рахунок                                 |
| --------- | ----- | -------- | ------------------------------------------------- | ------------ | ---------- | -------------------- | --------------------------------------- | --------------------------------------- |
| Перемога  | 1–0   | Лип 2011 | Hall of Fame Open, США                            | 250 Series   | Трава      | Раян Гаррісон        | Юган Брунстрем Аділ Шамасдін            | 4–6, 6–3, [10–5]                        |
| Перемога  | 2–0   | Лип 2011 | Atlanta Open, США                                 | 250 Series   | Тверде     | Олександр Богомолов  | Маттіас Бахінгер Франк Мозер            | 3–6, 7–5, [10–8]                        |
| Поразка   | 2–1   | Січ 2012 | Sydney International, Австралія                   | 250 Series   | Тверде     | Яркко Ніємінен       | Боб Браян Майк Браян                    | 1–6, 4–6                                |
| Перемога  | 3–1   | Лип 2012 | Atlanta Open, США (2)                             | 250 Series   | Тверде     | Раян Гаррісон        | Ксав'є Малісс Майкл Расселл             | 6–3, 3–6, [10–6]                        |
| Перемога  | 4–1   | Бер 2014 | Abierto Mexicano TELCEL, Мексика                  | 500 Series   | Ґрунт      | Кевін Андерсон       | Фелісіано Лопес Максим Мирний           | 6–3, 6–3                                |
| Поразка   | 4–2   | Тра 2019 | Geneva Open, Швейцарія                            | 250 Series   | Ґрунт      | Роберт Ліндстедт     | Олівер Марах Мате Павич                 | 4–6, 4–6                                |
| Поразка   | 4–3   | Лют 2021 | Singapore Open, Сінгапур                          | 250 Series   | Тверде (i) | Джон-Патрік Сміт     | Сандер Жіє Йоран Вліґен                 | 2–6, 3–6                                |
| Поразка   | 4–4   | Січ 2022 | Australian Open, Австралія                        | Grand Slam   | Тверде     | Макс Перселл         | Танасі Коккінакіс Нік Киріос            | 5–7, 4–6                                |
| Перемога  | 5–4   | Кві 2022 | U.S. Men's Clay Court Championships, США          | 250 Series   | Ґрунт      | Макс Перселл         | Іван Сабанов Матей Сабанов              | 6–3, 6–3                                |
| Поразка   | 5–5   | Чер 2022 | Rosmalen Grass Court Championships, Нідерланди    | 250 Series   | Трава      | Макс Перселл         | Веслі Колгоф Ніл Скупскі                | 6–4, 5–7, [6–10]                        |
| Перемога  | 6–5   | Лип 2022 | Вімблдонський турнір, Велика Британія             | Grand Slam   | Трава      | Макс Перселл         | Нікола Мектич Мате Павич                | 7–6(7–5), 6–7(3–7), 4–6, 6–4, 7–6(10–2) |
| Перемога  | 7–5   | Сер 2022 | Winston-Salem Open, США                           | 250 Series   | Тверде     | Джеймі Маррей        | Юго Нис Ян Зелінський                   | 6–4, 6–2                                |
| Поразка   | 7–6   | Жов 2022 | Tennis Napoli Cup, Італія                         | 250 Series   | Тверде     | Джон Пірс (тенісист) | Іван Додіг Остін Крайчек                | 3–6, 6–1, [8–10]                        |
| Поразка   | 7–7   | Лют 2023 | Rotterdam Open, Нідерланди                        | 500 Series   | Тверде (i) | Роган Бопанна        | Іван Додіг Остін Крайчек                | 6–7(5–7), 6–2, [10–12]                  |
| Перемога  | 8–7   | Лют 2023 | Qatar ExxonMobil Open, Катар                      | 250 Series   | Тверде     | Роган Бопанна        | Констан Лестьєнн Ботік ван де Зандсгулп | 6–7(5–7), 6–4, [10–6]                   |
| Перемога  | 9–7   | Бер 2023 | Indian Wells, США                                 | Masters 1000 | Тверде     | Роган Бопанна        | Веслі Колхоф Ніл Скупскі                | 6–3, 2–6, [10–8]                        |
| Поразка   | 9–8   | Тра 2023 | Мастерс Мадрид, Іспанія                           | Masters 1000 | Ґрунт      | Роган Бопанна        | Андрій Рубльов Карен Хачанов            | 3–6, 6–3, [3–10]                        |
| Поразка   | 9–9   | Вер 2023 | Відкритий чемпіонат США з тенісу, США             | Grand Slam   | Тверде     | Роган Бопанна        | Ражів Рам Джо Солсбері                  | 6–2, 3–6, 4–6                           |
| Поразка   | 9–10  | Жов 2023 | Мастерс Шанхай, КНР                               | Masters 1000 | Тверде     | Роган Бопанна        | Марсель Гранольєрс Орасіо Себальйос     | 7–5, 2–6, [7–10]                        |
| Поразка   | 9–11  | Жов 2023 | Мастерс Париж, Франція                            | Masters 1000 | Тверде (i) | Роган Бопанна        | Сантьяго Гонсалес Едуар Роже-Васслен    | 2–6, 7–5, [7–10]                        |
| Поразка   | 9–12  | Січ 2024 | Adelaide International, Австралія                 | 250 Series   | Тверде     | Роган Бопанна        | Ражів Рам Джо Салісбері                 | 5–7, 7–5, [9–11]                        |
| Перемога  | 10–12 | Січ 2024 | Відкритий чемпіонат Австралії з тенісу, Австралія | Grand Slam   | Тверде     | Роган Бопанна        | Сімоне Болеллі Андреа Вавассорі         | 7–6(7–0), 7–5                           |
| Перемога  | 11–12 | Бер 2024 | Відкритий чемпіонат Маямі з тенісу, США           | Masters 1000 | Тверде     | Роган Бопанна        | Іван Додіг Аустін Крайчек               | 6–7(3–7), 6–3, [10–6]                   |
| Поразка   | 11–13 | Чер 2024 | Eastbourne International, Велика Британія         | 250 Series   | Трава      | Джон Пірс (тенісист) | Ніл Скупскі Майкл Вінус                 | 6–4, 6–7(2–7), [9–11]                   |
| Перемога  | 12–13 | Сер 2024 | Теніс на Олімпійських іграх, Франція              | Olympics     | Ґрунт      | Джон Пірс (тенісист) | Аустін Крайчек Ражів Рам                | 6–7(6–8), 7–6(7–1), [10–8]              |
| Перемога  | 13–13 | Чер 2025 | Libéma Open, Нідерланди                           | ATP 250      | Трава      | Джордан Томпсон      | Джуліан Кеш Ллойд Ґласспул              | 6–4, 3–6, [10–7]                        |